# Biolca
La biolca è una unità di misura agraria di superficie non appartenente al sistema internazionale, usata in varie zone dell'Emilia, del Mantovano, del Pavese e altre zone confinanti.
Corrisponde alla superficie di terreno che si stimava di potere arare in una giornata di lavoro con un aratro trainato da due buoi. In questo senso, è affine alla tornatura. A Bologna la tornatura sostituì la più antica biolca. Concettualmente corrisponde allo iugero romano, di cui peraltro era in genere un po' più ampia. Dato che più si sale di quota, più è difficile lavorare, in montagna la biolca è più piccola che in pianura. 
Sebbene l'unità non sia standard, non è infrequente trovarla impiegata negli annunci immobiliari locali. Nella seguente tabella sono indicate le corrispondenze in metri quadri per ogni biolca usata in diverse province:
|  | Biolca di:    |                |
|  | Bologna       | = 2831,73 m2   |
|  | Modena        | = 2836,47 m2   |
|  | Carpi         | = 2854,42 m2   |
|  | Reggio Emilia | = 2922,25 m2   |
|  | Mirandola     | = 2933,63 m2   |
|  | Guastalla     | = 3052,54 m2   |
|  | Parma         | = 3081,439 m2  |
|  | Mantova       | = 3138,5969 m2 |
|  | Padova        | = 3863 m2      |
|  | Ferrara       | = 6523,936 m2  |
|  | Pavia         | = 4618,74 m2   |

## Curiosità
La biolca viene nominata nel film Don Camillo quando Peppone decide di tassare i proprietari terrieri di 1000 Lire la biolca.